# Mamelon Point
Der Mamelon Point (englisch für Höckerspitze, in Chile Islote Escudero) ist eine erhöhte Landspitze an der Foyn-Küste des Grahamlands auf der Antarktischen Halbinsel. Sie liegt 18 km ostnordöstlich des Kap Northrop und markiert die südliche Begrenzung der Einfahrt zum Hess Inlet.
Der Falkland Islands Dependencies Survey kartierte sie 1947 und benannte sie in der irrtümlichen Annahme, es handele sich um eine Insel, als Mamelon Island. Diese deskriptive Benennung wurde im Zuge weiterführender Vermessungen angepasst. Namensgeber der chilenischen Benennung, in der der Inselcharakter nach wie vor angenommen wird, ist der Jurist Julio Escudero Guzmán (* 1903), Vertreter der argentinisch-chilenischen Kommission im Wissenschaftlichen Ausschuss für Antarktisforschung.